# 斯莫列尼茨城堡

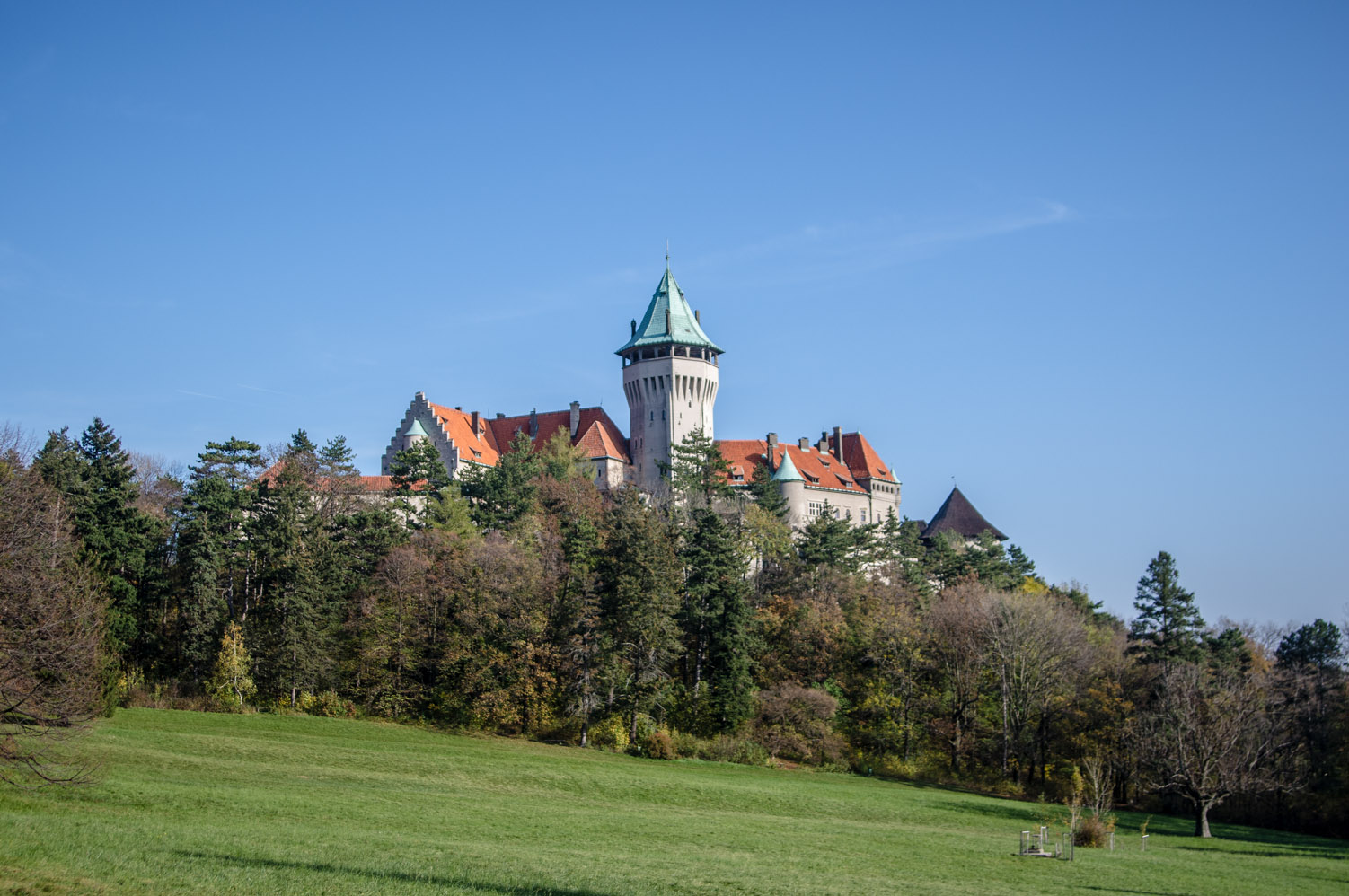
斯莫列尼茨城堡

斯莫列尼茨城堡是位於斯洛伐克城鎮斯莫列尼茨附近小喀爾巴阡山脈東麓的一座城堡。這座城堡修建於15世紀，但在拿破崙戰爭期間曾被毀。二戰期間該城堡再次遭到破壞。戰後城堡進行了部分重建。這座城堡現在是一個會議中心，只在7、8月對公眾開放。

## 外部連結
- Congress Centre Smolenice of the SAS （页面存档备份，存于）
- Slovak Academy of Sciences official site （页面存档备份，存于）

48°30′49″N 17°25′56″E / 48.51361°N 17.43222°E